# Belavadi, Chiknayakanhalli
Belavadi là một làng thuộc tehsil Chiknayakanhalli, huyện Tumkur, bang Karnataka, Ấn Độ.